# Dąbrowa (powiat milicki)
Dąbrowa (niem. Dammer)  – wieś w Polsce położona w województwie dolnośląskim, w powiecie milickim, w gminie Krośnice.

## Podział administracyjny
W latach 1975–1998 miejscowość należała administracyjnie do województwa wrocławskiego.